# Колосунин, Иван Михайлович
Ива́н Миха́йлович Колосу́нин (1897, с. Новый Усад, Нижегородская губерния — ?) — деятель ГПУ/НКВД СССР, полковник государственной безопасности. Входил в состав особой тройки НКВД СССР, внесудебного и, следовательно, не правосудного органа уголовного преследования.

## Биография
Иван Михайлович Колосунин родился в 1897 году в селе с. Новый Усад, Нижегородской губернии. В 1919 году вступил в РКП(б). Его основная трудовая деятельность была связана с работой в органах ОГПУ-НКВД.
- 1930—1931 годы — начальник Адыгейского областного отдела ГПУ.
- с февраль 1931 — по август 1932 года — начальник Кабардино-Балкарского областного отдела ГПУ[2].
- 1932—1937 годы — начальник Оперативного отдела Управления рабоче-крестьянской милиции Полномочного представительства ОГПУ по Северо-Кавказскому краю.
- 1937 год — заместитель начальника УНКВД Орджоникидзевского края. Этот период отмечен вхождением в состав особой тройки, созданной по приказу НКВД СССР от 30.07.1937 № 00447[3] и активным участием в сталинских репрессиях[4].
- 1937—1939 годы — начальник Астраханского ГО УНКВД Сталинградской области.
- 1943 год — начальник ОО НКВД Сталинградского корпусного района ПВО.
- 1945—1947 годы — начальник Управления Исправительно-трудового лагеря НКВД № 62.

В 1947 году вышел в отставку.

## Награды
- Почётный сотрудник госбезопасности V
- 19.12.1937 — Орден Красной Звезды
- 14.2.1943 — Орден Красного Знамени
- 15.1.1945 — Орден Красного Знамени
- 12.11.1946 — Орден Ленина